# Етрепањи
Етрепањи (фр. Etrépagny) насеље је и општина у Француској у региону Горња Нормандија, у департману Ер.
По подацима из 2011. године у општини је живело 3834 становника, а густина насељености је износила 188,13 становника/km².

## Демографија
| 1962. | 1968. | 1975. | 1982. | 1990. | 2011. |
| ----- | ----- | ----- | ----- | ----- | ----- |
| 2.773 | 2.637 | 3.074 | 3.151 | 3.671 | 3.834 |